# George Passmore
George Passmore (* 8. Januar 1942 in Totnes, England) ist ein britischer Künstler.

## Leben und Wirken
Er studierte am Dartington Adult Education Centre in Shinners Bridge, am Dartington College of Arts (heute in das University College Falmouth integriert) und der Oxford School of Art, heute Oxford Brookes University und anschließend an der St Martin’s School of Art in London Bildhauerei, wo er 1967 seinen Partner Gilbert Prousch kennenlernte.
Mit ihm zusammen bildet er das Künstlerduo Gilbert & George.